# Felipe Caicedo
Felipe Salvador Caicedo Corozo (Guayaquil, 5 settembre 1988) è un calciatore ecuadoriano, attaccante del Barcelona SC.

## Biografia
È sposato con l'impresaria di moda María García, conosciuta a Valencia ai tempi in cui militava nel Levante, da cui ha avuto la figlia Noa.

## Caratteristiche tecniche
È un centravanti mancino che possiede un fisico possente al quale unisce esplosività ed agilità. Capace di giocare anche da seconda punta poiché in possesso di una discreta tecnica di base.
Soprannominato la Pantera per via della sua stazza e agilità, la sua capacità di essere freddo e di segnare nei minuti finali di gara, in particolare poco prima o anche dopo il 90', ha fatto sì che la stampa sportiva utilizzasse l'espressione "zona Caicedo", in analogia con la "zona Cesarini".

## Carriera

### Club

#### Basilea
Cresciuto calcisticamente nei club ecuadoriani del Barcelona SC e del Rocafuerte all'età di diciassette anni viene ingaggiato dal club svizzero del Basilea. L'esordio arriva il 10 settembre 2006 in occasione della vittoria casalinga, per 2-1, contro lo Zurigo. Il 1º ottobre successivo mette a segno la sua prima rete da professionista in occasione del secondo turno di Coppa Svizzera vinto, per 0-4, contro il Lugano. Il 28 maggio 2007 vince il suo primo titolo in carriera andando a vincere la Coppa Svizzera contro il Lucerna che viene superato per 1-0. Conclude la sua prima stagione da professionista con un bottino di 32 partite giocate e 9 reti messe a segno.
Il 16 agosto 2007 disputa la sua prima partita in Coppa UEFA nella vittoria, per 2-1, contro gli austriaci del Mattersburg andando a siglare anche la rete finale. Conclude l'esperienza in Svizzera con 61 presenze e 16 reti in un anno e mezzo.

#### Manchester City e i vari prestiti

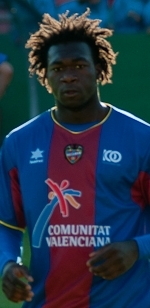
Caicedo, nel 2011, con la maglia del.

Il 31 gennaio 2008 viene acquistato dagli inglesi del Manchester City per una cifra vicina ai 7 milioni di euro. L'esordio arriva in occasione del Derby di Manchester vinto, per 1-2, contro gli storici rivali del Manchester Utd andando a sostituire il compagno di squadra Benjani Mwaruwari a quindici minuti dalla fine della partita. Concluderà la sua prima stagione con la maglia dei Citizens con un totale di 9 presenze.
Nella stagione successiva, grazie all'arrivo del nuovo allenatore Mark Hughes, viene impiegato più spesso nell'arco della stagione. Il 14 agosto 2008 disputa la sua prima partita di Coppa UEFA con la maglia del City in occasione della sconfitta casalinga, per 0-1, contro i danesi del Midtjylland. Il 18 dicembre successivo mette a segno la sua prima rete con la maglia del Manchester City in occasione della partita di Coppa UEFA persa, per 3-1, contro gli spagnoli del Racing Santander. Il 26 dicembre successivo sigla la sua prima doppietta da professionista in occasione della vittoria casalinga, per 5-1, contro l'Hull City. Conclude la seconda stagione in Inghilterra con 25 presenze e 7 reti.
Il 23 luglio 2009 viene ceduto, a titolo temporaneo, ai portoghesi dello Sporting Lisbona. L'esordio arriva il 4 agosto successivo in occasione del terzo turno di Champions League pareggiato, per 1-1, contro gli olandesi del Twente. Mentre il 22 agosto disputa la sua prima partita in Primeira Liga in occasione della sconfitta casalinga, per 1-2, contro il Braga. Dopo appena 11 presenze con la maglia dei lusitani a gennaio 2010 viene ceduto, sempre in prestito, agli spagnoli del Malaga con cui esordisce il 17 dello stesso mese in occasione della vittoria casalinga, per 1-0, contro il Getafe. Il 14 febbraio successivo mette a segno la sua prima rete in terra spagnola nella trasferta vinta, per 0-3, contro il Racing Santander. Conclude il prestito con un bottino di 18 presenze e 4 reti messe a segno.
A settembre 2010 viene ceduto, nuovamente in prestito, agli spagnoli del Levante. L'esordio arriva il 19 settembre in occasione della sconfitta casalinga, per 1-2, contro il Villarreal dove mette a segno anche l'unico gol dei suoi. Il 21 novembre successivo sigla la sua prima doppietta con indosso i colori rossoblu in occasione della vittoria casalinga, per 3-1, contro il Racing Santander. A fine stagione l'attaccante ecuadoriano totalizza 14 reti in 29 presenze con la promessa di essere riscattato.

#### Lokomotiv Mosca ed Al-Jazira

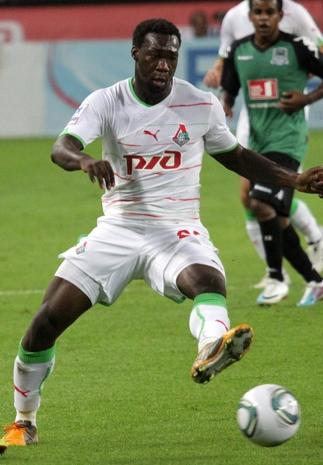
Caicedo, nel 2011, con la maglia del.

Difatti il 30 maggio 2011 il Levante riscatta il giocatore dal Manchester City per una cifra vicina al milione di euro per poi cederlo, il 25 luglio successivo, ai russi del Lokomotiv Mosca per una cifra attorno ai 7,5 milioni di euro. L'esordio arriva il 14 agosto in occasione del pareggio esterno, per 0-0, contro il Volga Nižnij Novgorod. Quattro giorni più tardi disputa la sua prima partita di Europa League, con la maglia della squadra russa, in occasione della vittoria interna, per 2-0, contro gli slovacchi dello Spartak Trnava. Il 28 dello stesso mese arriva la prima marcatura con la maglia dei rossoverdi in occasione della trasferta vittoriosa, per 0-1, contro il Kuban'. Il 20 ottobre 2011 arriva la prima marcatura in Europa league in occasione della vittoria, per 3-1, contro i greci dell'AEK Atene. Conclude la sua prima stagione in Russia con 25 presenze e 8 reti.
Il 16 gennaio 2014, dopo tre stagioni passate in Russia dove accumula 63 presenze e 15 reti messe a segno, viene ceduto, per una cifra vicina ai 7 milioni di euro, agli emiratini dell'Al-Jazira. L'esordio arriva due giorni più tardi in occasione della trasferta vinta, per 1-2, contro l'Al-Wasl. Il 20 febbraio successivo arrivano le prime due marcature con la nuova maglia in occasione della trasferta vinta, proprio per 0-2, contro il Dubai Club. Cinque giorni più tardi disputa la sua prima partita di AFC Champions League in occasione della vittoria interna, per 3-2, contro i qatarioti dell'Al-Rayyan dove mette a segno il gol del momentaneo 1-0. Il 19 aprile 2014 disputa e perde la finale di UAE Arabian Gulf Cup, per 2-1, contro l'Al-Ahli. L'esperienza negli Emirati Arabi Uniti dura poco meno di sei mesi per un totale di 18 presenze e 5 reti.

#### Espanyol
Il 15 luglio 2014 torna in Spagna per vestire la maglia dell'Espanyol con il quale esordisce il 23 agosto successivo in occasione della trasferta vinta, per 1-1, contro l'Almería. Il primo gol con la maglia biancoblu arriva il 20 settembre in occasione del pareggio interno, per 2-2, contro il Malaga andando ad aprire le marcature della partita. Il 13 gennaio 2015, in occasione degli ottavi di finale di Copa del Rey vinti, per 2-0, contro il Valencia, mette a segno la sua prima doppietta. Conclude la sua prima stagione a Barcellona con 40 presenze e 12 reti. Il 22 aprile 2017 disputa la sua centesima partita con indosso la maglia dei periquitos in occasione della sconfitta casalinga, per 0-1, contro l'Atlético Madrid.

#### Lazio
Il 2 agosto 2017 passa, a titolo definitivo, alla Lazio per una cifra vicina ai 2,5 milioni di euro andando a firmare con il club italiano un contratto triennale. Il 13 agosto successivo vince il suo primo titolo in maglia biancoceleste poiché la Lazio si impone, per 2-3, sulla Juventus nella partita valida per l'assegnazione della Supercoppa italiana 2017. Sette giorni più tardi arriva anche l'esordio in occasione del pareggio interno, per 0-0, contro la SPAL. Il 14 settembre 2017 disputa la sua prima partita di Europa League, con la maglia della Lazio, in occasione della trasferta vinta, per 2-3, contro gli olandesi del Vitesse. Il 28 settembre successivo mette a segno la sua prima marcatura con la maglia della Lazio in occasione della partita di Europa League vinta, per 2-0, contro i belgi dello Zulte Waregem. Il 3 dicembre invece arriva la prima marcatura nel campionato italiano, in occasione della trasferta vinta, per 1-2, contro la Sampdoria. Chiude la stagione con 33 presenze e 6 reti messe a segno oltre alla vittoria della Supercoppa italiana.
Dopo una prima stagione complicata, l'anno successivo il suo rendimento migliora, e il 2 marzo 2019 sigla il gol del vantaggio della Lazio nel Derby della Capitale, vinto poi dai biancocelesti per 3-0. Il 15 maggio nella finale di Coppa Italia contro l'Atalanta offre l'assist a Correa per il gol del definitivo 2-0 con il quale la Lazio si aggiudica il trofeo. Chiude la stagione migliorando ulteriormente il proprio bottino, con 8 gol in campionato ed uno in Europa League.
Il 24 novembre della stagione successiva trova il suo secondo gol nel campionato in corso, risultando decisivo nel match esterno contro il Sassuolo grazie al gol che al 91º minuto consegna la vittoria alla Lazio per 1-2. Due settimane dopo, il 7 dicembre segna nuovamente nei minuti di recupero, sigillando la vittoria contro la Juventus con il gol del definitivo 3-1 sui bianconeri. Nella giornata di campionato successiva, il 16 dicembre, sigla al 98º minuto il gol decisivo che consente ai biancocelesti di sconfiggere il Cagliari per 1-2 alla Sardegna Arena.
Il primo novembre della stagione seguente, si ripete segnando al 98º minuto il gol vittoria che permette alla Lazio di completare la rimonta contro il Torino per 4-3, dopo il pareggio di Ciro Immobile arrivato solo tre minuti prima. Pochi giorni dopo, il 4 novembre, sigla il suo primo in gol in Champions League nel pareggio in trasferta contro lo Zenit per 1-1, in una gara valevole per la fase a gironi. La domenica seguente, l'8 novembre, è di nuovo protagonista di un gol allo scadere che permette ai biancocelesti di agguantare la Juventus al 95° e fissare il risultato sull'1-1 finale; a seguito di questa rete (la sesta nei minuti di recupero in quattro anni di Serie A), viene coniata dalla stampa sportiva l'espressione "zona Caicedo", in analogia con la "zona Cesarini".

#### Genoa e prestito all'Inter
Il 31 agosto 2021 viene ceduto per 2 milioni di euro al Genoa, con cui firma un contratto annuale con diritto di opzione per altri due anni. Dopo aver saltato le prime partite a causa di un fastidio al flessore della coscia, esordisce con i colori rossoblù il 17 ottobre, in occasione della partita pareggiata in casa col Sassuolo per 2-2. Cinque giorni dopo segna la sua prima rete, nella trasferta in casa del Torino da cui il Genoa esce sconfitto per 3-2. Con il Genoa gioca solo una partita da titolare in sei mesi (9 presenze in totale) con 279 minuti in campo e un gol segnato.
Il 29 gennaio 2022 si trasferisce in prestito fino al termine della stagione all'Inter, dove ritrova Simone Inzaghi, suo allenatore alla Lazio. Esordisce il 25 febbraio seguente nel pareggio per 0-0 in casa del Genoa.. L'11 maggio, pur non scendendo in campo, si aggiudica la Coppa Italia, nella gara vinta contro la Juventus per 4-2 dopo i tempi supplementari. In tutto sono solo 21 i minuti giocati con la maglia dell'Inter in 3 partite del girone di ritorno.
Il 9 luglio dello stesso anno rimane svincolato dopo aver perso la causa con il Genoa per il rinnovo automatico del suo contratto fino al 2024: il Collegio arbitrale stabilisce che Caicedo non ha esercitato in modo corretto il diritto di opzione.

#### Abha Club
Dopo aver giocato per cinque stagioni in Serie A, con un bilancio di 117 presenze, 29 reti e 11 assist, alla fine di agosto 2022 firma con l’Abha Club, squadra saudita. Rimane svincolato nell'estate del 2023.

### Nazionale

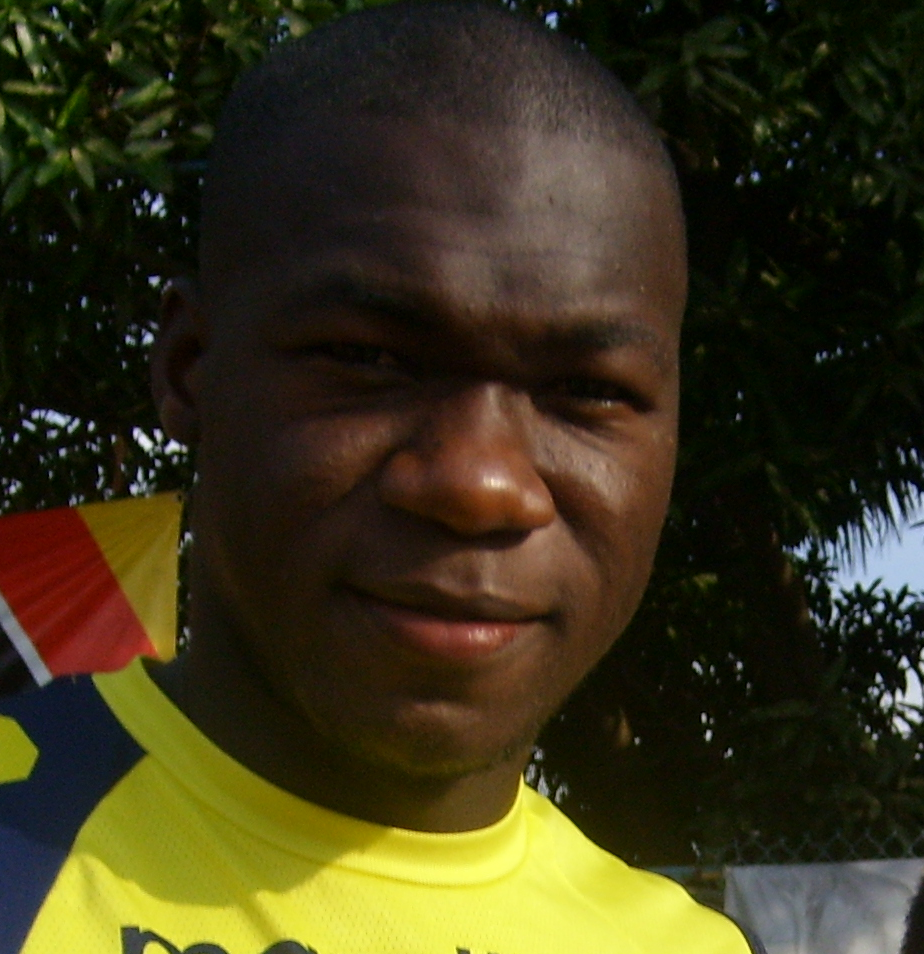
Caicedo con la nazionale ecuadoriana nel 2007.

Debutta ufficialmente sin da giovanissimo all'età di 16 anni ed 8 mesi, con la nazionale ecuadoriana il 4 maggio 2005 in un'amichevole contro il Paraguay. Disputa poi la Copa América 2007 e la Copa América 2011 segnando in quest'ultima due reti contro il Brasile. Gioca inoltre da titolare il mondiale brasiliano del 2014 senza però mai segnare.
Nel settembre 2017 l'attaccante annuncia la fine della sua esperienza con la maglia della nazionale, complice anche l'allontanamento deciso dalla federazione ecuadoriana del CT Gustavo Quinteros.

## Statistiche

### Presenze e reti nei club
Statistiche aggiornate al 22 maggio 2023.
| Stagione               | Squadra                | Campionato             | Campionato | Campionato | Coppe nazionali | Coppe nazionali | Coppe nazionali | Coppe continentali | Coppe continentali | Coppe continentali | Altre coppe | Altre coppe | Altre coppe | Totale | Totale |
| Stagione               | Squadra                | Comp                   | Pres       | Reti       | Comp            | Pres            | Reti            | Comp               | Pres               | Reti               | Comp        | Pres        | Reti        | Pres   | Reti   |
| ---------------------- | ---------------------- | ---------------------- | ---------- | ---------- | --------------- | --------------- | --------------- | ------------------ | ------------------ | ------------------ | ----------- | ----------- | ----------- | ------ | ------ |
| 2005-2006              | Basilea II             | 1L                     | 1          | 0          | -               | -               | -               | -                  | -                  | -                  | -           | -           | -           | 1      | 0      |
| 2006-2007              | Basilea                | SL                     | 27         | 7          | CS              | 5               | 2               | CU                 | 0                  | 0                  | -           | -           | -           | 32     | 9      |
| 2007-gen. 2008         | Basilea                | SL                     | 18         | 4          | CS              | 3               | 0               | CU                 | 8                  | 3                  | -           | -           | -           | 29     | 7      |
| Totale Basilea         | Totale Basilea         | Totale Basilea         | 45         | 11         |                 | 8               | 2               |                    | 8                  | 3                  |             | -           | -           | 61     | 16     |
| gen.-giu. 2008         | Manchester City        | PL                     | 10         | 0          | FACup+CdL       | 0               | 0               | -                  | -                  | -                  | -           | -           | -           | 10     | 0      |
| 2008-2009              | Manchester City        | PL                     | 17         | 4          | FACup+CdL       | 1+1             | 0               | CU                 | 6                  | 3                  | -           | -           | -           | 25     | 7      |
| Totale Manchester City | Totale Manchester City | Totale Manchester City | 27         | 4          |                 | 2               | 0               |                    | 6                  | 3                  |             | -           | -           | 35     | 7      |
| 2009-gen. 2010         | Sporting Lisbona       | PL                     | 7          | 0          | CP+CdL          | 0               | 0               | UCL+UEL            | 1+3                | 0                  | -           | -           | -           | 11     | 0      |
| gen.-giu. 2010         | Malaga                 | PD                     | 18         | 4          | CR              | 0               | 0               | -                  | -                  | -                  | -           | -           | -           | 18     | 4      |
| 2010-2011              | Levante                | PD                     | 27         | 13         | CR              | 2               | 1               | -                  | -                  | -                  | -           | -           | -           | 29     | 14     |
| 2011-2012              | Lokomotiv Mosca        | PL                     | 17         | 6          | CR              | 1               | 0               | UEL                | 7                  | 2                  | -           | -           | -           | 25     | 8      |
| 2012-2013              | Lokomotiv Mosca        | PL                     | 22         | 4          | CR              | 2               | 2               | -                  | -                  | -                  | -           | -           | -           | 24     | 6      |
| 2013-gen. 2014         | Lokomotiv Mosca        | PL                     | 13         | 1          | CR              | 1               | 0               | -                  | -                  | -                  | -           | -           | -           | 14     | 1      |
| Totale Lokomotiv Mosca | Totale Lokomotiv Mosca | Totale Lokomotiv Mosca | 52         | 11         |                 | 4               | 2               |                    | 7                  | 2                  |             | -           | -           | 63     | 15     |
| gen.-giu. 2014         | Al-Jazira              | AGL                    | 9          | 4          | CdP+EEC         | 0+2             | 0               | AFC CL             | 7                  | 1                  | -           | -           | -           | 18     | 5      |
| 2014-2015              | Espanyol               | PD                     | 35         | 9          | CR              | 5               | 3               | -                  | -                  | -                  | -           | -           | -           | 40     | 12     |
| 2015-2016              | Espanyol               | PD                     | 31         | 8          | CR              | 3               | 2               | -                  | -                  | -                  | -           | -           | -           | 34     | 10     |
| 2016-2017              | Espanyol               | PD                     | 27         | 2          | CR              | 2               | 0               | -                  | -                  | -                  | -           | -           | -           | 29     | 2      |
| Totale Espanyol        | Totale Espanyol        | Totale Espanyol        | 93         | 19         |                 | 10              | 5               |                    | -                  | -                  |             | -           | -           | 103    | 24     |
| 2017-2018              | Lazio                  | A                      | 22         | 3          | CI              | 2               | 0               | UEL                | 9                  | 3                  | SI          | 0           | 0           | 33     | 6      |
| 2018-2019              | Lazio                  | A                      | 28         | 8          | CI              | 5               | 0               | UEL                | 5                  | 1                  | -           | -           | -           | 38     | 9      |
| 2019-2020              | Lazio                  | A                      | 30         | 9          | CI              | 1               | 0               | UEL                | 6                  | 0                  | SI          | 1           | 0           | 38     | 9      |
| 2020-2021              | Lazio                  | A                      | 25         | 8          | CI              | 0               | 0               | UCL                | 5                  | 1                  | -           | -           | -           | 30     | 9      |
| Totale Lazio           | Totale Lazio           | Totale Lazio           | 105        | 28         |                 | 8               | 0               |                    | 25                 | 5                  |             | 1           | 0           | 139    | 33     |
| 2021-gen. 2022         | Genoa                  | A                      | 9          | 1          | CI              | 1               | 0               | -                  | -                  | -                  | -           | -           | -           | 10     | 1      |
| gen.-giu. 2022         | Inter                  | A                      | 3          | 0          | CI              | 0               | 0               | UCL                | 0                  | 0                  | SI          | -           | -           | 3      | 0      |
| 2022-2023              | Abha                   | SPL                    | 23         | 2          | KCC             | 1               | 1               | -                  | -                  | -                  | -           | -           | -           | 24     | 3      |
| Totale carriera        | Totale carriera        | Totale carriera        | 417        | 97         |                 | 38              | 11              |                    | 57                 | 14                 |             | 1           | 0           | 513    | 122    |

### Cronologia presenze e reti in nazionale
| Cronologia completa delle presenze e delle reti in nazionale ― Ecuador | Cronologia completa delle presenze e delle reti in nazionale ― Ecuador | Cronologia completa delle presenze e delle reti in nazionale ― Ecuador | Cronologia completa delle presenze e delle reti in nazionale ― Ecuador | Cronologia completa delle presenze e delle reti in nazionale ― Ecuador | Cronologia completa delle presenze e delle reti in nazionale ― Ecuador | Cronologia completa delle presenze e delle reti in nazionale ― Ecuador | Cronologia completa delle presenze e delle reti in nazionale ― Ecuador |
| Data                                                                   | Città                                                                  | In casa                                                                | Risultato                                                              | Ospiti                                                                 | Competizione                                                           | Reti                                                                   | Note                                                                   |
| ---------------------------------------------------------------------- | ---------------------------------------------------------------------- | ---------------------------------------------------------------------- | ---------------------------------------------------------------------- | ---------------------------------------------------------------------- | ---------------------------------------------------------------------- | ---------------------------------------------------------------------- | ---------------------------------------------------------------------- |
| 4-5-2005                                                               | East Rutherford                                                        | Ecuador                                                                | 1 – 0                                                                  | Paraguay                                                               | Amichevole                                                             | -                                                                      | 63’                                                                    |
| 6-9-2006                                                               | East Rutherford                                                        | Ecuador                                                                | 1 – 1                                                                  | Perù                                                                   | Amichevole                                                             | -                                                                      | 71’                                                                    |
| 10-10-2006                                                             | Stoccolma                                                              | Brasile                                                                | 2 – 1                                                                  | Ecuador                                                                | Amichevole                                                             | -                                                                      | 46’                                                                    |
| 18-1-2007                                                              | Cuenca                                                                 | Ecuador                                                                | 2 – 1                                                                  | Svezia                                                                 | Amichevole                                                             | -                                                                      | 46’                                                                    |
| 21-1-2007                                                              | Quito                                                                  | Ecuador                                                                | 1 – 1                                                                  | Svezia                                                                 | Amichevole                                                             | -                                                                      | 46’                                                                    |
| 25-3-2007                                                              | Tampa                                                                  | Stati Uniti                                                            | 3 – 1                                                                  | Ecuador                                                                | Amichevole                                                             | 1                                                                      | 72’                                                                    |
| 28-3-2007                                                              | Oakland                                                                | Ecuador                                                                | 2 – 4                                                                  | Messico                                                                | Amichevole                                                             | -                                                                      | 59’                                                                    |
| 3-6-2007                                                               | Madrid                                                                 | Ecuador                                                                | 1 – 2                                                                  | Perù                                                                   | Amichevole                                                             | -                                                                      | 71’                                                                    |
| 6-6-2007                                                               | Madrid                                                                 | Ecuador                                                                | 2 – 0                                                                  | Perù                                                                   | Amichevole                                                             | -                                                                      | 58’                                                                    |
| 23-6-2007                                                              | Barranquilla                                                           | Colombia                                                               | 3 – 1                                                                  | Ecuador                                                                | Amichevole                                                             | -                                                                      |                                                                        |
| 27-6-2007                                                              | Puerto Ordaz                                                           | Ecuador                                                                | 2 – 3                                                                  | Cile                                                                   | Coppa America 2007 - 1º turno                                          | -                                                                      | 76’                                                                    |
| 4-7-2007                                                               | Puerto La Cruz                                                         | Ecuador                                                                | 0 – 1                                                                  | Brasile                                                                | Coppa America 2007 - 1º turno                                          | -                                                                      | 77’                                                                    |
| 22-8-2007                                                              | Quito                                                                  | Ecuador                                                                | 1 – 0                                                                  | Bolivia                                                                | Amichevole                                                             | -                                                                      | 46’                                                                    |
| 8-9-2007                                                               | Quito                                                                  | Ecuador                                                                | 5 – 1                                                                  | El Salvador                                                            | Amichevole                                                             | 1                                                                      | 67’                                                                    |
| 12-9-2007                                                              | San Pedro Sula                                                         | Honduras                                                               | 2 – 1                                                                  | Ecuador                                                                | Amichevole                                                             | -                                                                      | 46’                                                                    |
| 18-11-2007                                                             | Asunción                                                               | Paraguay                                                               | 5 – 1                                                                  | Ecuador                                                                | Qual. Mondiali 2010                                                    | -                                                                      | 74’                                                                    |
| 26-3-2008                                                              | Latacunga                                                              | Ecuador                                                                | 3 – 1                                                                  | Haiti                                                                  | Amichevole                                                             | -                                                                      | 54’                                                                    |
| 18-6-2008                                                              | Quito                                                                  | Ecuador                                                                | 0 – 0                                                                  | Colombia                                                               | Qual. Mondiali 2010                                                    | -                                                                      | 81’                                                                    |
| 20-8-2008                                                              | East Rutherford                                                        | Colombia                                                               | 0 – 1                                                                  | Ecuador                                                                | Amichevole                                                             | -                                                                      | 77’                                                                    |
| 18-6-2008                                                              | Quito                                                                  | Ecuador                                                                | 0 – 0                                                                  | Colombia                                                               | Qual. Mondiali 2010                                                    | -                                                                      | 81’                                                                    |
| 6-9-2008                                                               | Quito                                                                  | Ecuador                                                                | 3 – 1                                                                  | Bolivia                                                                | Qual. Mondiali 2010                                                    | 1                                                                      | 22’ 76’                                                                |
| 10-9-2008                                                              | Montevideo                                                             | Uruguay                                                                | 0 – 0                                                                  | Ecuador                                                                | Qual. Mondiali 2010                                                    | -                                                                      | 79’                                                                    |
| 12-10-2008                                                             | Quito                                                                  | Ecuador                                                                | 1 – 0                                                                  | Cile                                                                   | Qual. Mondiali 2010                                                    | -                                                                      | 85’                                                                    |
| 15-10-2008                                                             | Puerto La Cruz                                                         | Venezuela                                                              | 3 – 1                                                                  | Ecuador                                                                | Qual. Mondiali 2010                                                    | -                                                                      |                                                                        |
| 29-3-2009                                                              | Quito                                                                  | Ecuador                                                                | 1 – 1                                                                  | Brasile                                                                | Qual. Mondiali 2010                                                    | -                                                                      | 90+2’                                                                  |
| 1-4-2009                                                               | Quito                                                                  | Ecuador                                                                | 1 – 1                                                                  | Paraguay                                                               | Qual. Mondiali 2010                                                    | -                                                                      | 46’                                                                    |
| 10-6-2009                                                              | Quito                                                                  | Ecuador                                                                | 2 – 0                                                                  | Argentina                                                              | Qual. Mondiali 2010                                                    | -                                                                      | 79’                                                                    |
| 10-10-2009                                                             | Quito                                                                  | Ecuador                                                                | 1 – 2                                                                  | Uruguay                                                                | Qual. Mondiali 2010                                                    | -                                                                      | 66’                                                                    |
| 3-7-2011                                                               | Santa Fe                                                               | Paraguay                                                               | 0 – 0                                                                  | Ecuador                                                                | Coppa America 2011 - 1º turno                                          | -                                                                      |                                                                        |
| 9-7-2011                                                               | Salta                                                                  | Venezuela                                                              | 1 – 0                                                                  | Ecuador                                                                | Coppa America 2011 - 1º turno                                          | -                                                                      |                                                                        |
| 13-7-2011                                                              | Córdoba                                                                | Brasile                                                                | 4 – 2                                                                  | Ecuador                                                                | Coppa America 2011 - 1º turno                                          | 2                                                                      |                                                                        |
| 10-8-2011                                                              | San José                                                               | Costa Rica                                                             | 0 – 2                                                                  | Ecuador                                                                | Amichevole                                                             | -                                                                      | 80’                                                                    |
| 7-9-2012                                                               | Quito                                                                  | Ecuador                                                                | 1 – 0                                                                  | Bolivia                                                                | Qual. Mondiali 2014                                                    | 1                                                                      | 57’                                                                    |
| 11-9-2012                                                              | Montevideo                                                             | Uruguay                                                                | 1 – 1                                                                  | Ecuador                                                                | Qual. Mondiali 2014                                                    | 1                                                                      | 58’                                                                    |
| 12-10-2012                                                             | Quito                                                                  | Ecuador                                                                | 3 – 1                                                                  | Cile                                                                   | Qual. Mondiali 2014                                                    | 2                                                                      | 31’ 68’                                                                |
| 6-2-2013                                                               | Guimarães                                                              | Portogallo                                                             | 2 – 3                                                                  | Ecuador                                                                | Amichevole                                                             | 1                                                                      | 63’ 71’                                                                |
| 21-3-2013                                                              | Quito                                                                  | Ecuador                                                                | 5 – 0                                                                  | El Salvador                                                            | Amichevole                                                             | 2                                                                      | 57’                                                                    |
| 26-3-2013                                                              | Quito                                                                  | Ecuador                                                                | 4 – 1                                                                  | Cile                                                                   | Qual. Mondiali 2014                                                    | 1                                                                      | 38’ 81’                                                                |
| 29-5-2013                                                              | Boca Raton                                                             | Germania                                                               | 4 – 2                                                                  | Ecuador                                                                | Amichevole                                                             | -                                                                      | 35’                                                                    |
| 7-6-2013                                                               | Lima                                                                   | Perù                                                                   | 1 – 0                                                                  | Ecuador                                                                | Qual. Mondiali 2014                                                    | -                                                                      | 64’                                                                    |
| 11-6-2013                                                              | Quito                                                                  | Ecuador                                                                | 1 – 1                                                                  | Argentina                                                              | Qual. Mondiali 2014                                                    | -                                                                      | 59’                                                                    |
| 14-8-2013                                                              | Guayaquil                                                              | Ecuador                                                                | 0 – 2                                                                  | Spagna                                                                 | Amichevole                                                             | -                                                                      | 72’                                                                    |
| 10-9-2013                                                              | La Paz                                                                 | Bolivia                                                                | 1 – 1                                                                  | Ecuador                                                                | Qual. Mondiali 2014                                                    | 1                                                                      | 72’                                                                    |
| 11-10-2013                                                             | Quito                                                                  | Ecuador                                                                | 1 – 0                                                                  | Uruguay                                                                | Qual. Mondiali 2014                                                    | -                                                                      |                                                                        |
| 15-10-2013                                                             | Santiago del Cile                                                      | Cile                                                                   | 2 – 1                                                                  | Ecuador                                                                | Qual. Mondiali 2014                                                    | 1                                                                      | 89’                                                                    |
| 15-11-2013                                                             | East Rutherford                                                        | Ecuador                                                                | 0 – 0                                                                  | Argentina                                                              | Amichevole                                                             | -                                                                      | 73’                                                                    |
| 5-3-2014                                                               | Londra                                                                 | Australia                                                              | 3 – 4                                                                  | Ecuador                                                                | Amichevole                                                             | -                                                                      | 46’                                                                    |
| 17-5-2014                                                              | Amsterdam                                                              | Paesi Bassi                                                            | 1 – 1                                                                  | Ecuador                                                                | Amichevole                                                             | -                                                                      | 38’                                                                    |
| 31-5-2014                                                              | Arlington                                                              | Messico                                                                | 3 – 1                                                                  | Ecuador                                                                | Amichevole                                                             | -                                                                      | 72’                                                                    |
| 4-6-2014                                                               | Miami Gardens                                                          | Ecuador                                                                | 2 – 2                                                                  | Inghilterra                                                            | Amichevole                                                             | -                                                                      | 46’                                                                    |
| 15-6-2014                                                              | Brasilia                                                               | Svizzera                                                               | 2 – 1                                                                  | Ecuador                                                                | Mondiali 2014 - 1º turno                                               | -                                                                      | 70’                                                                    |
| 20-6-2014                                                              | Curitiba                                                               | Honduras                                                               | 1 – 2                                                                  | Ecuador                                                                | Mondiali 2014 - 1º turno                                               | -                                                                      | 82’                                                                    |
| 25-6-2014                                                              | Rio de Janeiro                                                         | Ecuador                                                                | 0 – 0                                                                  | Francia                                                                | Mondiali 2014 - 1º turno                                               | -                                                                      | 90’                                                                    |
| 28-3-2015                                                              | Los Angeles                                                            | Messico                                                                | 1 – 0                                                                  | Ecuador                                                                | Amichevole                                                             | -                                                                      | 74’                                                                    |
| 31-3-2015                                                              | East Rutherford                                                        | Argentina                                                              | 2 – 1                                                                  | Ecuador                                                                | Amichevole                                                             | -                                                                      | 70’                                                                    |
| 8-10-2015                                                              | Buenos Aires                                                           | Argentina                                                              | 0 – 2                                                                  | Ecuador                                                                | Qual. Mondiali 2018                                                    | 1                                                                      | 84’                                                                    |
| 13-10-2015                                                             | Quito                                                                  | Ecuador                                                                | 2 – 0                                                                  | Bolivia                                                                | Qual. Mondiali 2018                                                    | 1                                                                      |                                                                        |
| 12-11-2015                                                             | Quito                                                                  | Ecuador                                                                | 2 – 1                                                                  | Uruguay                                                                | Qual. Mondiali 2018                                                    | 1                                                                      |                                                                        |
| 17-11-2015                                                             | Puerto Ordaz                                                           | Venezuela                                                              | 1 – 3                                                                  | Ecuador                                                                | Qual. Mondiali 2018                                                    | 1                                                                      | 82’                                                                    |
| 1-9-2016                                                               | Quito                                                                  | Ecuador                                                                | 0 – 3                                                                  | Brasile                                                                | Qual. Mondiali 2018                                                    | -                                                                      | 67’                                                                    |
| 6-9-2016                                                               | Lima                                                                   | Perù                                                                   | 2 – 1                                                                  | Ecuador                                                                | Qual. Mondiali 2018                                                    | -                                                                      |                                                                        |
| 6-10-2016                                                              | Quito                                                                  | Ecuador                                                                | 3 – 0                                                                  | Cile                                                                   | Qual. Mondiali 2018                                                    | 1                                                                      | 51’                                                                    |
| 10-11-2016                                                             | Montevideo                                                             | Uruguay                                                                | 2 – 1                                                                  | Ecuador                                                                | Qual. Mondiali 2018                                                    | 1                                                                      |                                                                        |
| 15-11-2016                                                             | Quito                                                                  | Ecuador                                                                | 3 – 0                                                                  | Venezuela                                                              | Qual. Mondiali 2018                                                    | -                                                                      | 82’                                                                    |
| 23-3-2017                                                              | Asunción                                                               | Paraguay                                                               | 2 – 1                                                                  | Ecuador                                                                | Qual. Mondiali 2018                                                    | 1                                                                      |                                                                        |
| 28-3-2017                                                              | Quito                                                                  | Ecuador                                                                | 0 – 2                                                                  | Colombia                                                               | Qual. Mondiali 2018                                                    | -                                                                      |                                                                        |
| 31-8-2017                                                              | Porto Alegre                                                           | Brasile                                                                | 2 – 0                                                                  | Ecuador                                                                | Qual. Mondiali 2018                                                    | -                                                                      | 73’                                                                    |
| 5-9-2017                                                               | Quito                                                                  | Ecuador                                                                | 1 – 2                                                                  | Perù                                                                   | Qual. Mondiali 2018                                                    | -                                                                      | 71’                                                                    |
| Totale                                                                 |                                                                        | Presenze                                                               | 68                                                                     |                                                                        | Reti (4º posto)                                                        | 22                                                                     |                                                                        |

## Palmarès

### Club
- Coppa Svizzera: 1

Basilea: 2006-2007
- Supercoppa italiana: 2

Lazio: 2017, 2019
- Coppa Italia: 2

Lazio: 2018-2019
Inter: 2021-2022